# Инопланетяне в массовой культуре

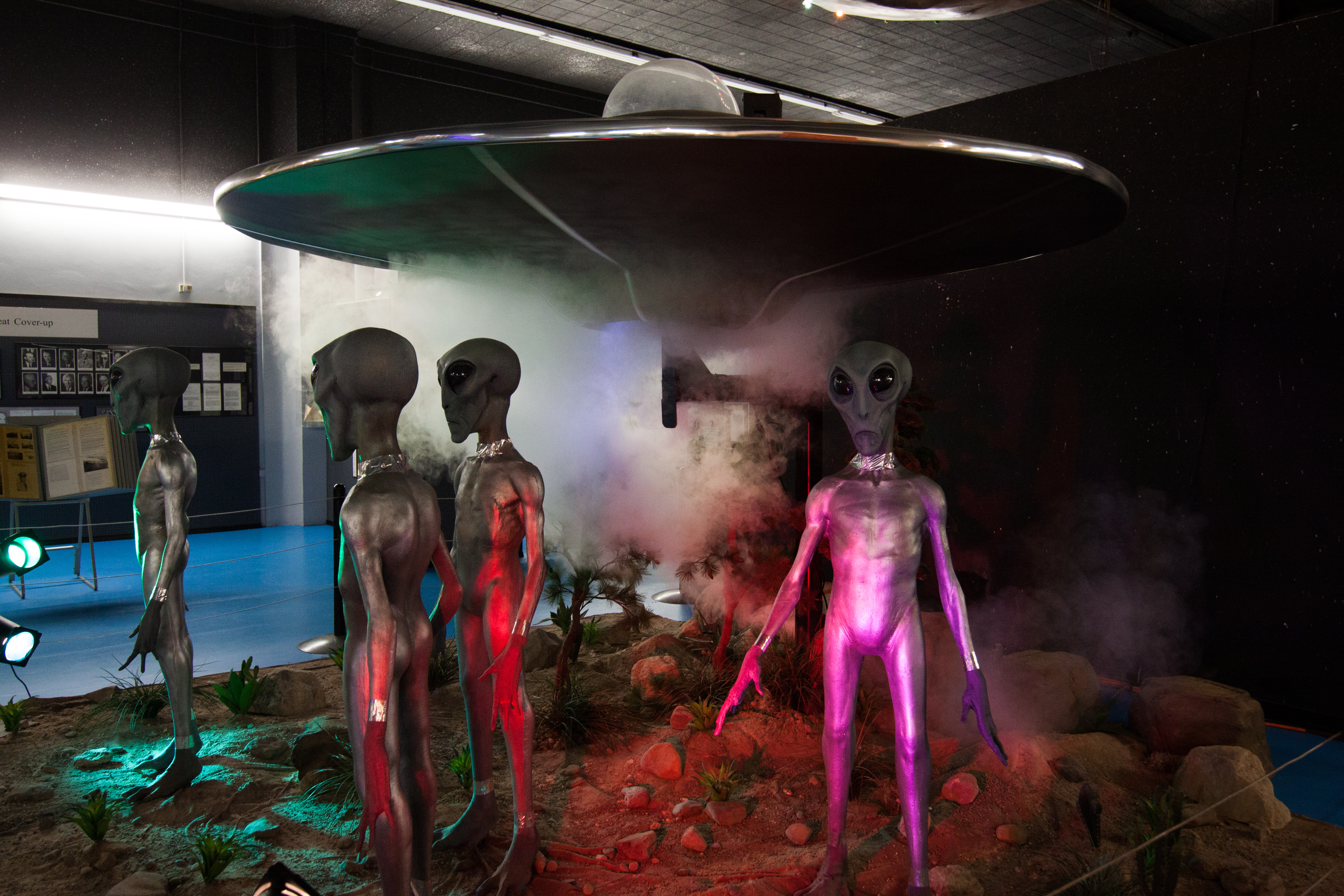
Инсталляция с пришельцами — греями в музее НЛО, Розуэлле, США

Инопланетяне в массовой культуре представлены в произведениях искусства, литературы, кинематографа, в средствах массовой информации. Появление и формирование стереотипного образа инопланетян в поп-культуре было обусловлено сообщениями о похищении пришельцами, развитием псевдонауки уфологии, городскими легендами и теориями заговора, связанными главным образом с людьми в чёрном, розуэлльским инцидентом и Зоной 51. Медийный образ пришельца развивался неразрывно с уфологией. «Жертвы» похищений чаще всего описывали популярный на тот момент медийный образ инопланетянина, в свою очередь создатели романов, комиксов и фильмов вдохновлялись историями о похищениях.
Самый распространённый и стереотипный архетип пришельца в массовой культуре — «грей» — гуманоиды небольшого размера с серой или зелёной кожей, крупной головой и огромными чёрными глазами. Стереотипное поведение пришельца включает путешествие на перелётном устройстве, по форме напоминающей тарелку и похищение людей с целью ставить над ними эксперименты. Появление или упоминание пришельцев в медиа может сопровождаться музыкой терменвокса.

## История

### Ранний период

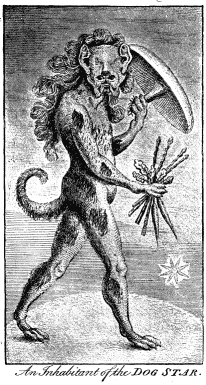
Житель собачьей звезды, описанный в приключениях Барона Мюнгхаузена

Существование инопланетян предполагалось ещё в древние времена теми, что считал, что видимые в ночном небе звёзды и Луна были не божествами или светом, а невоодушевлёнными физическими объектами, на которых мог кто-то обитать. Ещё до появления научной фантастики, как жанра, существа внеземного происхождения описывались с древних времён, например в рассказе Лукиана (120—190 гг. н. э.). Греческий писатель был одним из первых, предложивших идею того, что луна — это камень, а не божество и на котором может кто-то жить. Философ Димокрит, предложивший концепцию атомов, также считал, что за пределами земли может существовать бесконечное количество населённых миров. Популярный персонаж японского фольклора — принцесса Кагуя из «Повести о старике Такэтори», — была отправлена посланцами неба с Луны на Землю, чтобы её вырастили среди людей. Одно из изображений рукописи изображало летательное устройство, похожее на тарелку. Внеземные существа присутствуют также в «Приключениях Булукии», в сборнике арабских сказок «Тысяча и одна ночь», где описывается космос, в котором располагались другие миры с его обитателями, в том числе по размерам большие, чем Земля.
Подлинный интерес к существованию пришельцев возник после изобретения телескопа в XVII веке, в эпоху просвещения и на фоне научных открытий начали продвигаться идеи о множестве миров, экзопланет а вместе с этим и возможного населения их внеземными созданиями.
Известные примеры литературы с упоминанием внеземной жизни — «Правдивая история», в утопическом романе 1634 года Сомниум Иоганна Кеплера, «Государства Луны» (1650) Сирано де Бержерака или «Микромегас» Вольтера (1752). Хотя Дискурс о внеземной жизни стал общепринятым ещё с XVII века, писатели осторожно затрагивали её в литературе, например через двусмысленные эпитеты или интерпретации религиозных текстов, как это, например, было сделано в поэме «Потерянный рай» Джона Мильтона (1667).
Если люди прошлого представляли себе внеземных существ, то как правило о образе людей и других земных животных. В те периоды люди не знали о теории эволюции и верили в божественное сотворение человека и как воплощение рациональности. В их понимании все разумные создания должны были быть полностью или частично быть похожими на людей. Например обитатели Сатурна в повести Микромегас выглядят как люди, но более крупных размеров.

### XIX век
В XIX веке большую популярность приобрела идея о населённости всех внеземных миров Солнечной системы — прежде всего Луны, Марса и Венеры. Эта версия также была признанной в академической среде. Популяризацией этой теории занимался астроном Камиль Фламмарион, выпуская научные романы о внеземных мирах. Фламмарион одним из первых выдвинул идею того, что внеземные создания могли обладать чуждым обликом, а не быть вариациями земных созданий.

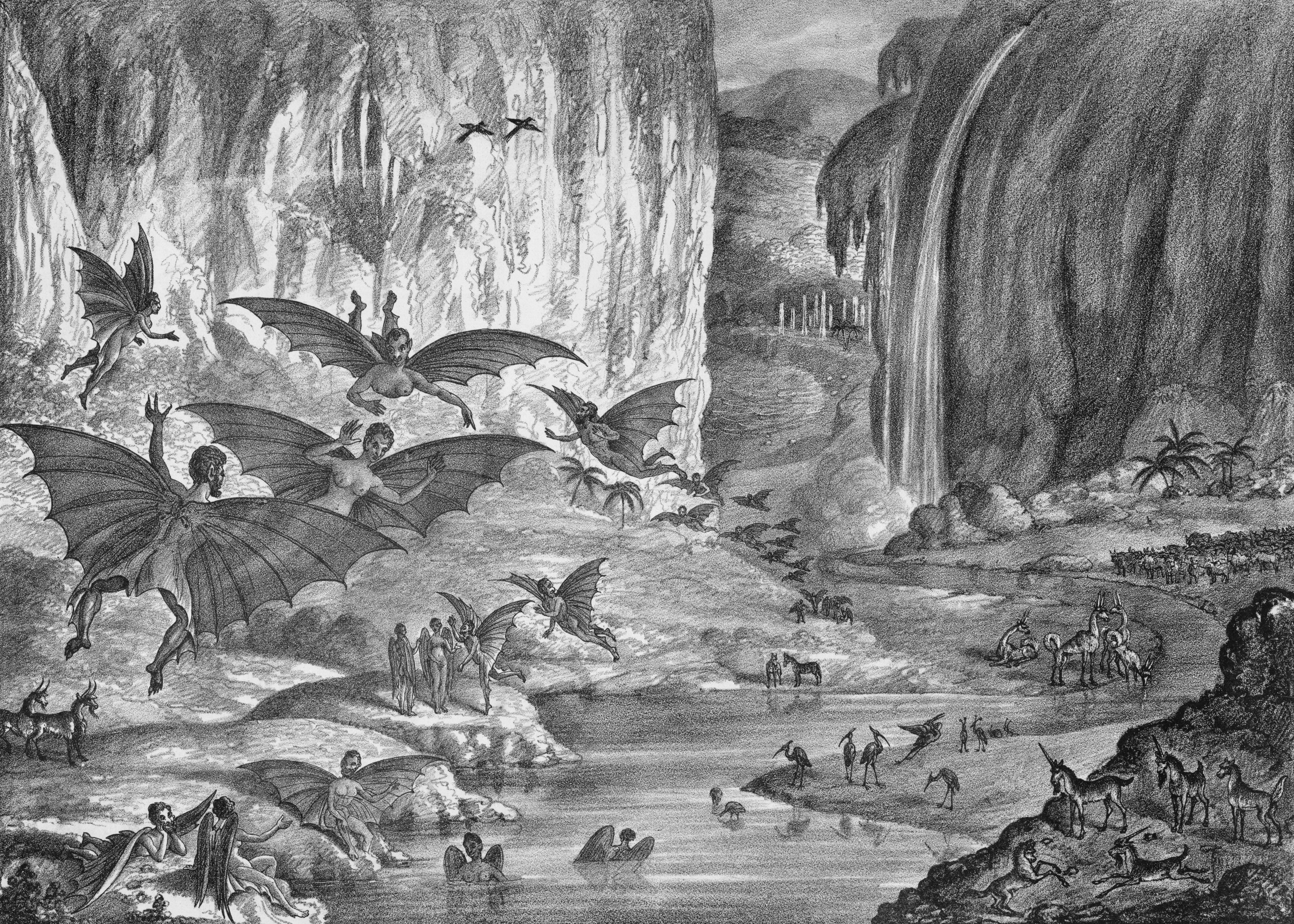
Лунный мир, описываемый в Большом лунном надувательстве 1835 года

В 1835 году в газете The Sun были выпущены шуточные статьи об открытиях якобы целой экосистемы и разумной цивилизации на Луне. Открытия были приписаны Джону Гершелю — самому известному астроному эпохи. Статьи создавались изначально, как сатира на некоторые экстравагантные астрономические теории того времени, вроде теории преподобного Томаса Дика, утверждавшего, что в солнечной системе обитает более 21 триллиона жителей и 4,2 миллиарда на Луне. Многие всерьёз восприняли содержимое статей, и они были переведены на несколько языков. Это событие стало известно, как Большое лунное надувательство.
Помимо луны, Марс также рассматривался многими учёными и фантастами, как мир, населённый жизнью. В 1877 году итальянский астроном сообщил о том, что якобы увидел сеть каналов на Марсе. Эту теорию поддерживал и развил американский астроном Персиваль Лоуэлл, утверждавший, что каналы использовались марсианами для ирригации в условиях засушливости планеты и что они якобы были покрыты растительностью. Только в начале XX века эта теория была отвергнута учёными, но представления о Марсе, изрезанном каналами сохранялись ещё долгие десятилетия в научной фантастике.
В XIX веке ещё не было укоренившегося образа пришельца в массовом сознании. Люди, как правило, представляли себе пришельцев, как людей и других земных созданий. Переломным моментом в восприятии пришельцев, как в научной среде, так и в литературной фантастике стал выпуск Чарльзом Дарвином научной работы о теории эволюции в 1959 году — «Происхождение видов». Фантасты начали обращаться к образам пришельцев, как чуждым созданиям с альтернативной биологией, мало похожих или вовсе непохожих на земных существ. Это в целом заметно повысило интерес к пришельцам у учёных и фантастов, позволяя спекулировать на тему того, как эволюция могла проходить в других мирах и в других условиях.
Первой фантастической работой, представляющей инопланетян, как чуждую форму жизни стала Les Mondes imaginaires et les mondes réels астронома и популяризатора науки Камиля Фламмариона. Работами Фламмариона вдохновлялись авторы вышедшего в 1887 году романа «Ксипехузы», где враждебно настроенные пришельцы представали в образе геометрических фигур, которые столкнулись с древними людьми. Этот роман стал одним из первых, представивших пришельцев в негуманоидной форме и как враждебно настроенных и угрожающих человечеству. Выпущенный в 1898 году роман Герберта Уэллса «Война миров» описывал вторжение марсиан на Землю. Хотя раннее уже появлялись романы о вторжениях пришельцев, именно «Война миров» популяризована эту тему, в том числе идею первого контакта и межпланетной войны. В романе была представлена концепция враждебно настроенных «марсиан», похожих на осьминогов. Этот образ остался популярным в массовой культуре. Выход «Войны миров» совпал с ослаблениями позиций Британской империи и угрозы её существованию со стороны других империй, роман спекулировал на страхе англичан перед вторжениями.

### Первая половина XX века

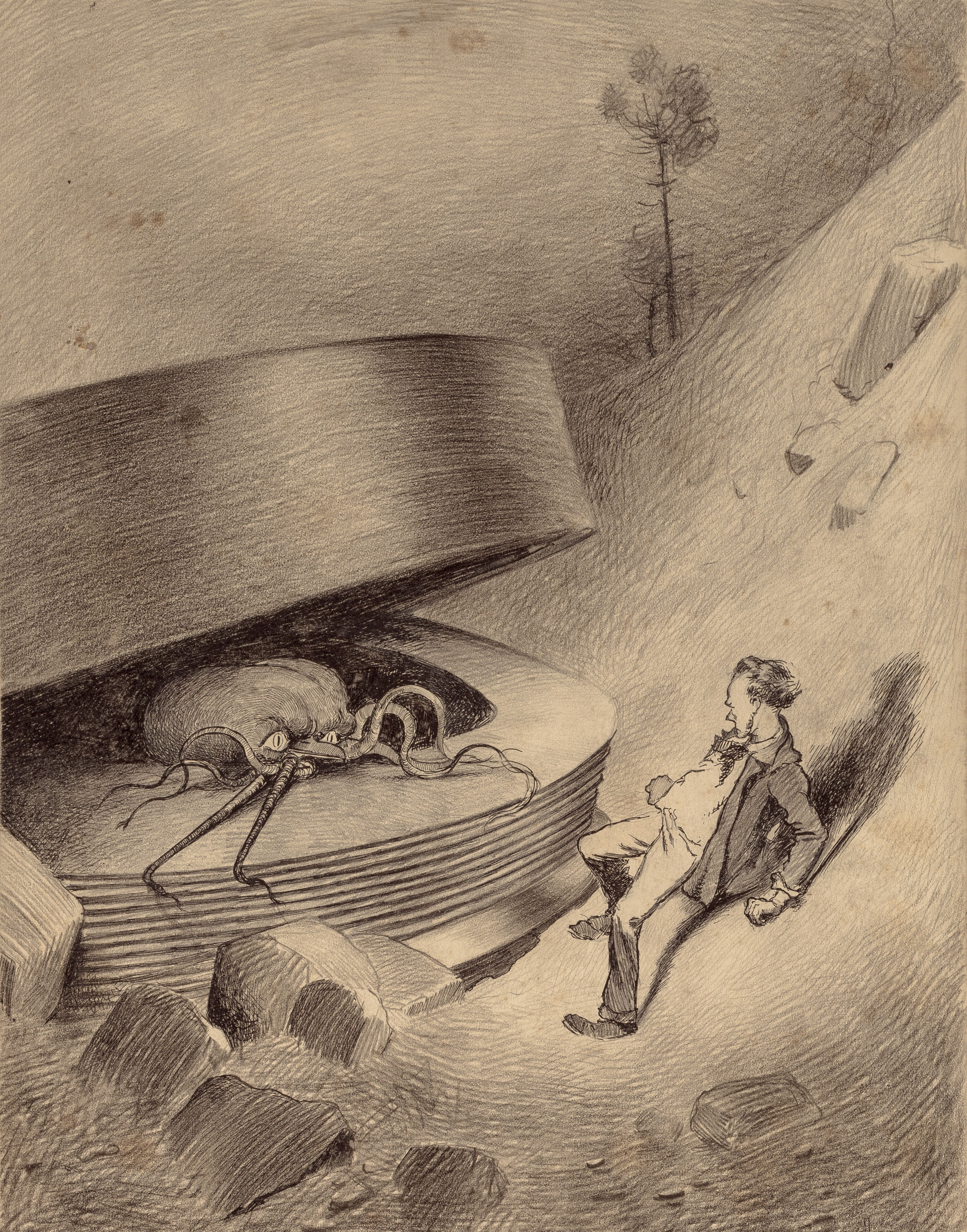
Встреча человека с марсианином из романа «Война Миров» 1903 год

Появление пришельцев в масс-медиа было обусловлено тем, что их можно было легко вписать в научную фантастику, а также тем, что тема с пришельцами на фоне теорий заговора привлекала повышенный интерес у публики. Принятие в научных и писательских кругах теории эволюции позволяло фантастам изобретать самые разнообразные и экзотические формы пришельцев, например вымышленная раса селенитов из «Первых людей на Луне» (1901), представлявшая в образе враждебно настроенных пучеглазых монстров, что станет популярным атрибутом в научной фантастике. Другой известный роман — «Марсианская одиссея» 1935 года выпуска изображала инопланетян, как фламинго-подобных созданий с мозгом в брюшной области. Роман предоставил массовой публике концепцию пришельцев, настроенных не враждебно, но и не мирно, слишком чуждых для человеческого понимания и установления контакта.
В 1920-е и 1930-е годы пришельцы были популярными персонажами в бульварных журналах. Часто они изображались монстрами и злыми, стереотипными антагонистами героя, в лучшем случае — в роли его напарника. Частый сюжет в таких историях — похищение инопланетянином (монстром) девушки. В золотую эпоху научной фантастики (1930—1950-е года) инопланетяне часто были выходцами из Марса, Венеры и других планет Солнечной системы. В свете дальнейших научных открытий и наблюдений, доказывавших безжизненность этих планет, инопланетяне в более поздних произведениях прибывали с более дальних планет. В массовой культуре США укоренялся образ пришельцев, как жестоких захватчиков или похожих на людей гуманоидов. В тот период в массовом создании укреплялись образы пришельцев, как существ, похожих на осьминогов, насекомых или чудовищных рептилий. В исключительных случаях пришельцы представлялись мирными.
Произведения с пришельцами помимо научной фантастики затрагивали разнообразные жанры — космические приключения, или ужасы. Например множество историй об угрозах, таящиxся в космосе писал Лавкрафт. Пришельцы становились главными героями в сатирических комиксах — стрипах ещё с начала XX века, например это был Marsoozalums, впускавшийся с 1901 года в журнале New York Journal или Mr. Skygack, from Mars в журнале The Day Book.

Самый известный комикс о пришельцах — Флэш Гордон, выпускавшийся с 1934 года, где главный герой из земли попадает на планету Монго, встречая там множество внеземных обитателей. Другой известный комикс с персонажем внеземного происхождения — Супермен, появившийся в 1938 году.
|                                                                      |  |  |  |  |
| Пришельцы в американских комиксах и журналах первой половины XX века |  |  |  |  |

### Середина XX века

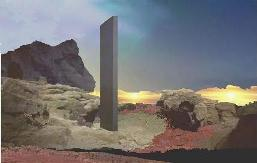
Монолит из «Космической одиссеи»

Образ пришельцев в середине XX века, как агрессивно настроенных захватчиков со сверхоружием спекулировал на страхе американцев стать целью для нападения со стороны Японцев и Немцев и позже — со стороны СССР. Выпущенная в 1938 радиопостановка по роману «Война миров» о вторжении пришельцев на землю вызвала панику среди американцев, принявших спектакль за реальную сводку новостей.

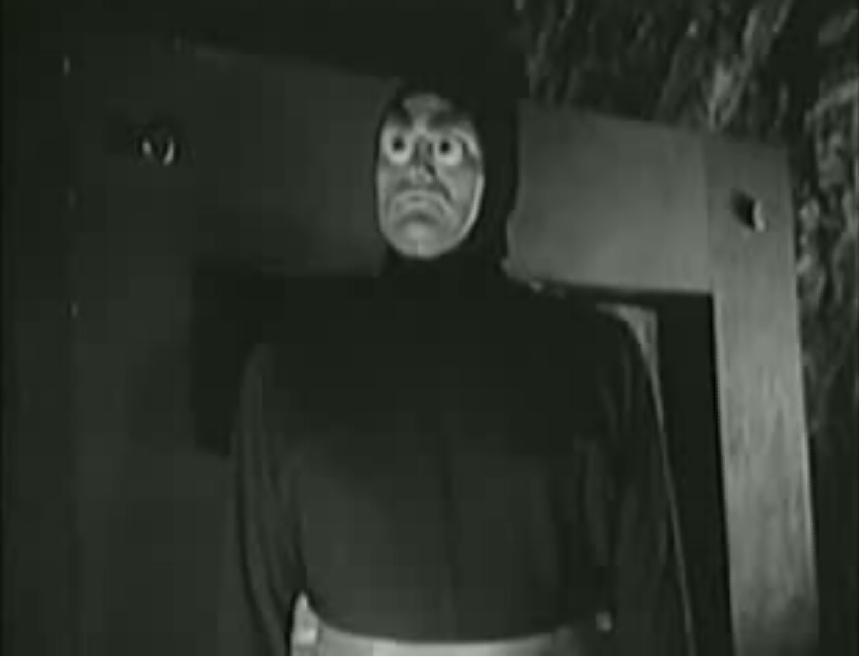
Кадр с пришельцем из фильма «Убийцы из космоса»

В 1950-е годы большой популярностью пользовались фильмы о вторжении пришельцев, например «Нечто из иного мира» 1951 года, «Земля против летающих тарелок» 1956 года, «Вторжение обитателей летающих тарелок» 1957 года, «Вторжение похитителей тел» 1956 года. Оскароносной стала экранизация 1951 года «Война Миров». Пришельцы выступали аллюзией врага или монстра извне, подлежавшего уничтожению. В подобных фильмах пришельцы, если не хотели истребить человечество, то пытались поработить, использовать в качестве пищи или похищать женщин. Некоторые фильмы той эпохи стремились переосмыслить жанр, например «День, когда Земля остановилась» 1951 года, где люди в паранойе застреливают мирно настроенного пришельца. Фильм, как аллюзия на антикоммунистическую истерию, навлёк гневную реакцию американских властей на её создателей и актёров. Больше всего фильмов в США о вторжении пришельцев вышло между началом президентства Джозефа Маккарти и запуском Спутника-1. Космическая гонка между США и СССР привела к новому всплеску фильмов о научной фантастике и пришельцах.
Если в начале XX века фантасты создавали пришельцев максимально чуждыми людям существами, спекулируя на альтернативной биологии и эволюции, то в середине XX века на фоне появление множества фильмов с пришельцами, инопланетяне уже изображались, как существа, похожие на людей. Причина в «очеловечивании» была практичной — было проще загримировать актёров, чем создавать куклы пришельцев с альтернативной анатомией. Так, пришельцы в фильмах — это чаще всего гуманоиды с человеческим строением тела и некоторыми косметическими отличиями. Яркий пример — пришельцы из сериала «Звёздный путь», выходившего с 1966 года.

К 1970-м годам тема уфологии и медийного образа пришельца не теряла своей актуальности и популярности. Вышедший в 1968 году фильм «Космическая одиссея 2001 года», а также роман Станислава Лема «Солярис» и его ранние экранизации — представляли пришельцев, как совершенно чуждое на метафизическом уровне и непонятное для человеческого понимания явление. На медийный образ пришельцев всё большею роль оказывала уфология. Одними из самых влиятельных фильмов о первом контакте были картины Стивена Спилберга — «Близкие контакты третьей степени» (1977) и «Инопланетянин» (1982). Оба этих фильмы сыграли важную роль в укреплении в массовом сознании пришельцев, как маленьких гуманоидов с крупными глазами. Фильмы Спилберга повысили интерес к уфологии и дебаты вокруг похищений и исчезновений людей.
|                                               |  |  |  |  |
| Постеры фильмов о пришельцах середины XX века |  |  |  |  |

### Новейшее время

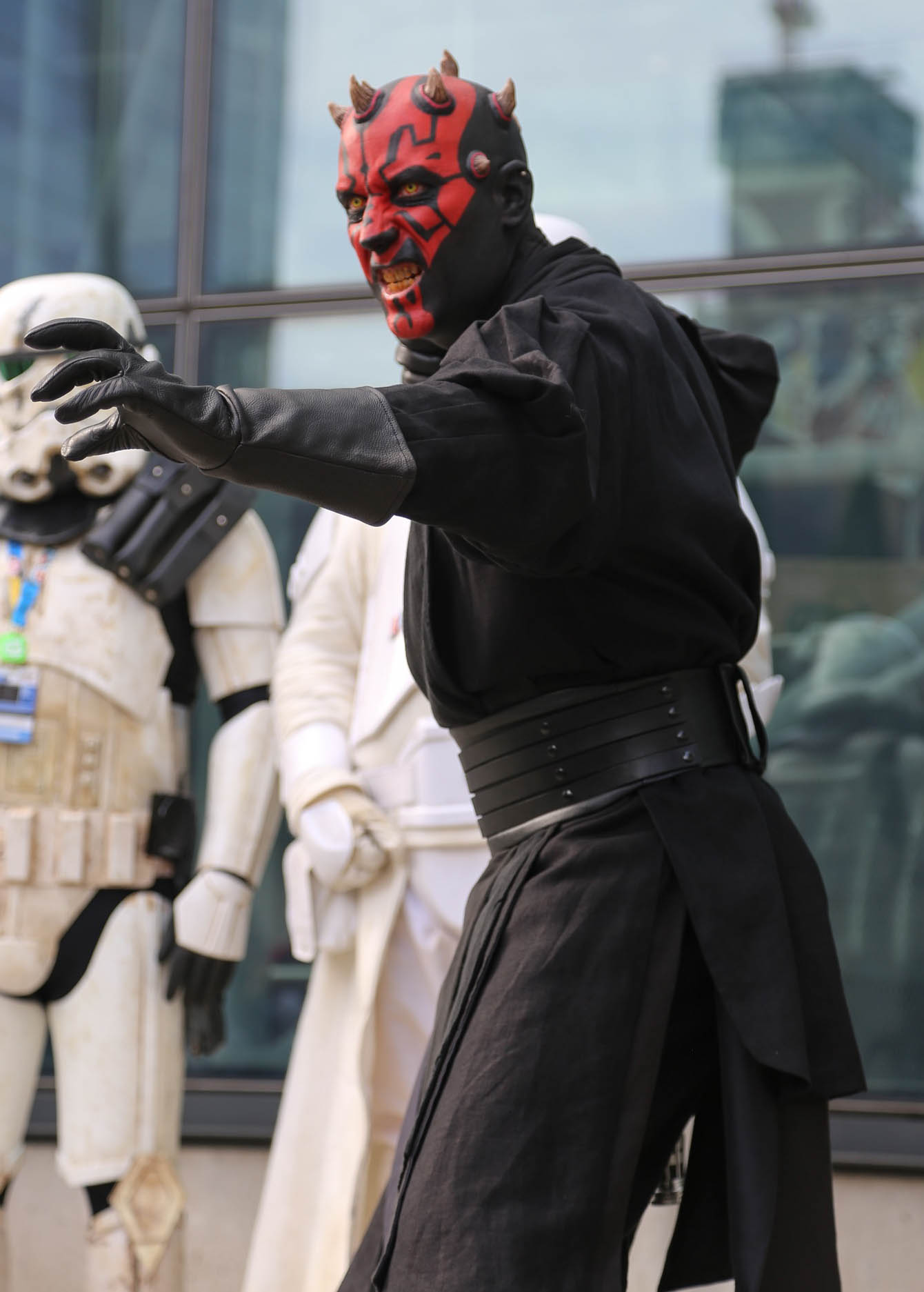
Косплей Дарт Мола. Инопланетяне в космических операх — чаще всего подобны людям с некоторыми косметическими изменениями. Это делается с целью экономии бюджетных средств при производстве

Возникшее ещё в 1960-х годах движение контактёров, представлявших пришельцев, как мирных посланников из космоса оказало влияние на то, что пришельцы стали изображаться более мирными существами, яркий пример — «Инопланетянин» Спилберга или «Кокон» Рона Ховарда (1985). Яркий противовес таким фильмам — вышедший в 1979 году фильм «Чужой», представляющий инопланетянина в форме агрессивного монстра-паразита. Вышедший в 1987 году фильм «Хищник» совмещал образ первобытного дикаря и высокотехнологичного пришельца. Оба этих фильма и их продолжения стали крайне популярными у поклонников тёмной научной фантастики, в будущем породив кроссовер-франшизу «Чужой против Хищника». Вышедший в 2009 году фильм «Район № 9» изображал прибывших на Землю в бедственном положении пришельцев, являющихся аллюзией на жителей гетто, страдающих от дискриминации.
Отдельное направление изображения инопланетян — научно-фантастические фильмы, сериалы или романы в жанре космической оперы, где основной сеттинг происходит вне земли, в эпоху космических полётов. Там инопланетяне изображаются в целом, как подобные людям и в целом наделённые человеческими качествами. Они выступают в роли не только противников, но и коллег, технических специалистов, помощников или любовных партнёров для героя-человека. Характерные примеры таких фильмов или сериалов — «Звёздный путь», «Нация пришельцев», «Звёздный войны», «Звёздные врата», «Стражи галактики» и т.д.
Переломным моментом в изображении пришельцев стало развитие CGI графики, что позволило к концу XX века снова изображать пришельцев с отличимой биологией и менее гуманоидной внешностью. Яркий пример такой картины — гептаподы из фильма «Прибытие», представленные, как массивные и мирно настроенные кальмароподобные существа. Фильмы о пришельцах, выпущенные в 1990-е годы также спекулировали на городских легендах, слухах и теориях заговора вокруг розуэлльского инцидента, зоны 51, активно муссировавшихся на американском телевидении. Хитами становились выпущенный в 1993 году фильм «Огонь в небе», телесериал «Секретные материалы» (1993—2002), а также вышедший в 1997 году фильм «Люди в Чёрном» об агентах, которые тайно следят за жизнью инопланетян на Земле. Вышедший в 1996 году фильм «Марс атакует!» представлял собой сатиру на сюжет о вторжении инопланетян на землю, а вышедший в 2011 году фильм «Пол: Секретный материальчик» — сатирой на уфологию и городские мифы, связанные с пришельцами и похищениями.
Выпущенный в 1996 году фильм «День Независимости» снова возродил интерес к старому киножанру из 1950-х годов, показывая враждебно настроенных пришельцев, пытающихся напасть на Землю. На этот раз интерес к враждебным пришельцам поддерживался не антикоммунистической паранойей, а страхом перед терроризмом. В 2005 году вышел фильм Спилберга «Война Миров». Другие фильмы подобного жанра — «Инопланетное вторжение: Битва за Лос-Анджелес» (2011), «День независимости: Возрождение» (2016), «Грань будущего» (2014). Фильм «Битва за Землю» (2019) показывает жизнь после оккупации Земли пришельцами, а фильм «Игра Эндера» (2013) по мотивам одноимённого романа показывал стандартный сюжет о вторжении пришельцев на землю, но в конце концов освоившие космические полёты люди в стремлении самозащиты сами превратились в жестоких захватчиков и уничтожителей, а главный герой пытается спасти бывших инопланетных обидчиков от полного истребления.

## Формирование стереотипного образа
Появление пришельца, как популярного архетипа в литературе, комиксах и кино в Северной Америке стало возможным в условиях сообщений о похищениях инопланетянами. Люди сообщали о необычных явлениях на протяжении всех времён и в разных культурах, но они, как правило, списывали это на мистику или волшебство. Массовые сообщения о встречах с пришельцами долгое время были явлением, встречавшимся только в Северной Америке.

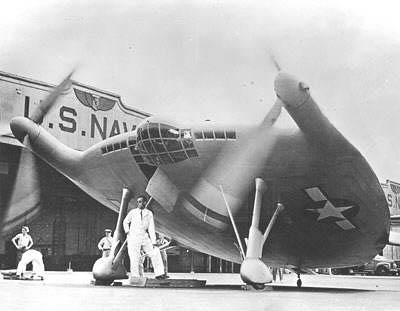
Vought XF5U, экспериментальный палубный истребитель, вероятно способствовавший появлению мифа о «летающих тарелках»

Принято считать, что появление современного фольклора о пришельцах связанно с массовой истерией в США, начавшейся после того, как в 1947 году гражданский пилот Кеннет Арнольд сообщил о том, как видел вереницу летающих неопознанных объектов, окрещённых журналистами «летающими тарелками». Вскоре по всем штатам поступило более 800 сообщений о якобы увиденных летающих тарелках. Вероятно люди воспринимали за тарелки самолёты новейшего поколения, тестируемые в военных базах. Летательные аппараты в форме тарелок уже стали популярными в научно-фантастических сюжетах до 1947 года и сыграли ключевую роль в укоренении этого образа в массовом сознании. В этом же году США сотрясла новость о якобы крушении инопланетного корабля близ города Розуэлл в штате Нью-Мексико, ставшая известной, как розуэлльский инцидент. Эти события вызвали среди населения ажиотажный интерес к теме пришельцев и НЛО и способствовали формированию субкультуры уфологов, которая, в свою очередь, оказала влияние на изображение инопланетян в массовых медиа.
В 1940-е и 1950-е годы пришельцы массово присутствовали в романах, комиксах и фильмах, но почти исключительно, как враждебно настроенные существа, намеревающиеся поработить или истребить землян. Авторы фантастики спекулировали на страхах американцев перед вторжением на фоне угрозы вторжения Японцев и Немцев и позже — красной угрозы. Фантастика во многом формировала образ враждебного пришельца нечеловеческой, устрашающей внешности.

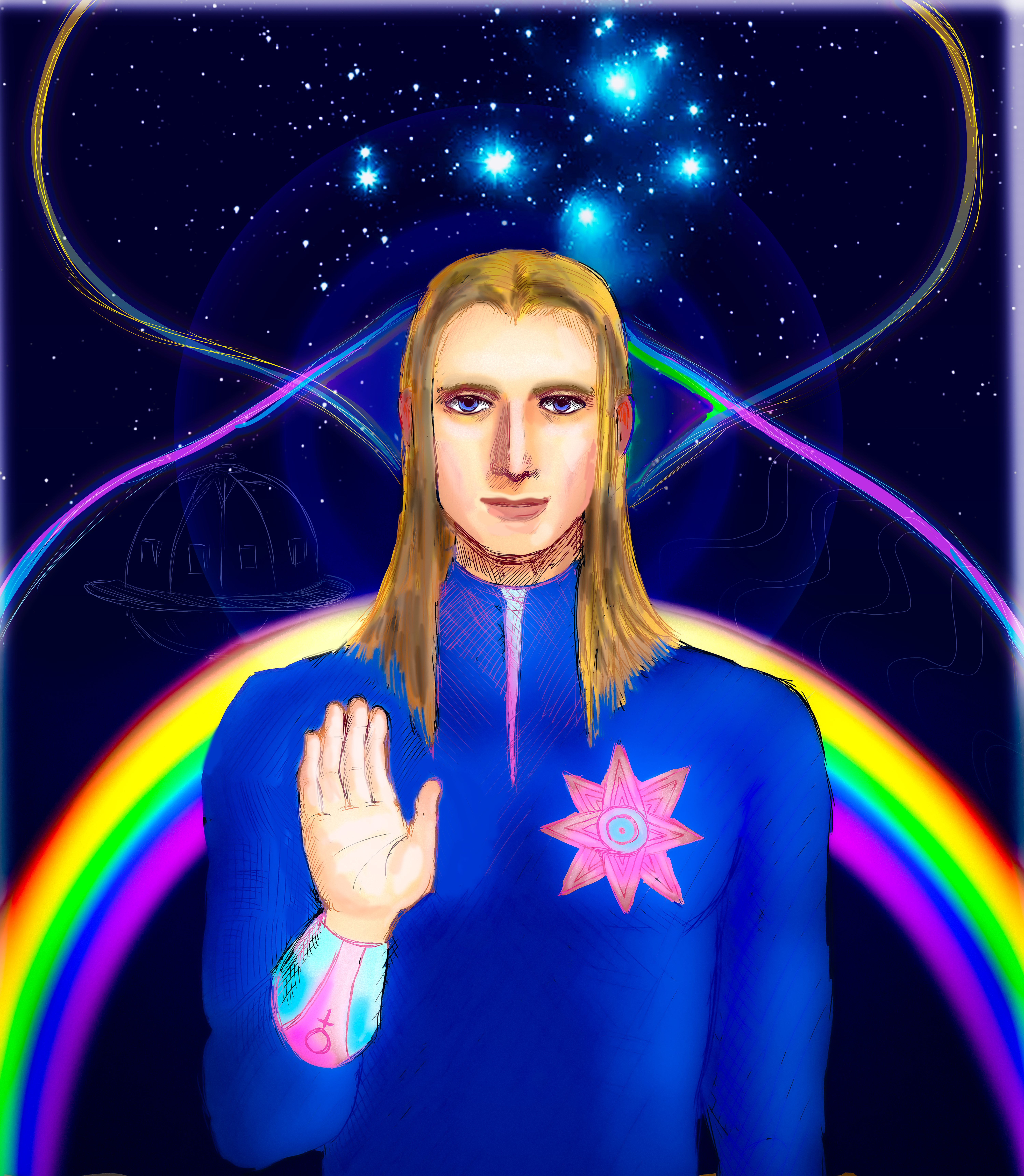
В 1960-е годы, в период движения контактёров в США был популярен образ длинноволосого пришельца-«арийца» в комбинезоне

В ответ на распространение исключительно враждебного образа инопланетян в 1940-е и 1950-е годы, всё больше людей начали сообщать о мирных контактах с пришельцами, появились так называемые контактёры. В 1952 году Джордж Адамски в соавторстве с Десмондом Лесли опубликовал псевдодокументальный философский роман «Летающие тарелки приземлились», повествующий о мирных контактах с обитателями Венеры, Марса и Юпитера. Принято считать, что именно в этом романе впервые появилась тема мирного контакта. Позже Адамски написал серию других романов-бестселлеров похожей тематики, но с философским и религиозным уклоном. Адамски продвигал облик пришельца, как красивую и совершенную версию человека, с длинными волосами и в комбинезоне, призванного предупредить человечество от самоуничтожения. Пришелец-«ариец» стал в итоге самым популярным образом у контактёров и оказал влияние на распространение околорелизиозных культов, связанных с нью-эйдж, например Общество Этериуса. Вместе с открытиями того, что на Луне, Марсе и Венере нет признаков жизни, движение контактёров почти исчезло. Также фантастические сюжеты о населённых пришельцами планетах солнечной системы устарели.

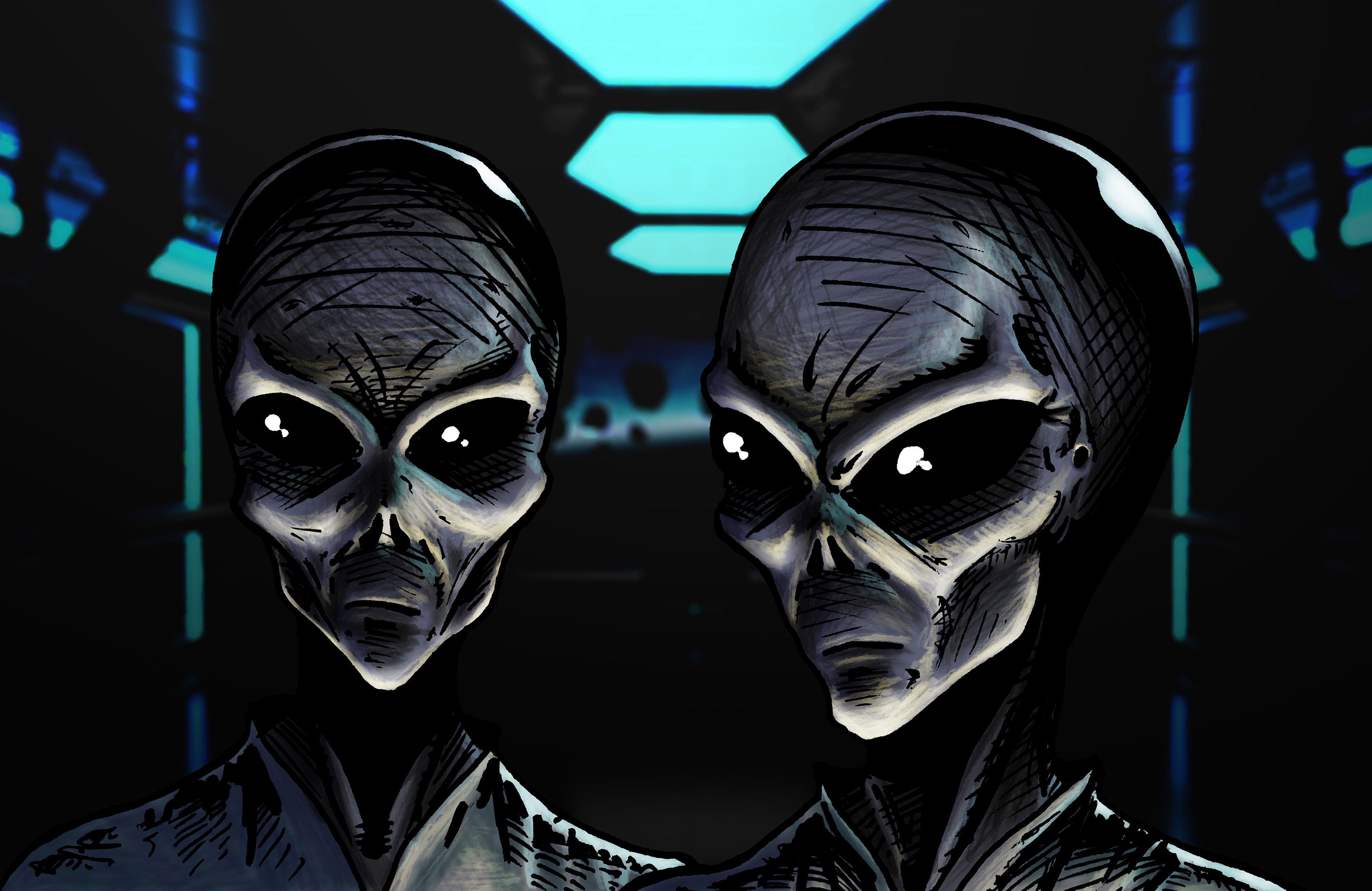
Образ стереотипных пришельцев-греев сформировался в конце 1970-х годов

Новой вехой в формировании в массовом сознании стереотипного образа и поведения пришельца стал инцидент с якобы похищением супругов Хилл, произошедшим в 1961 году. Супруги утверждали, что их похитили пришельцы на летающей тарелке, затем загипнотизировали и ставили над ними эксперименты. После этой резонансной истории в США резко возросло количество аналогичных историй, что стало основой для формирования современной городской легенды о похищении пришельцами. В 1970-е года в общественном сознании ещё не укоренился стереотипный облик пришельца, поэтому «жертвы» похищений описывали их по-разному, как животных, монстров, особенно часто, как высоких блондинов с «арийской» внешностью под влиянием движений контактёров.
Впервые стереотипный облик пришельца, как «грея» — худощавого гуманоида с огромной головой и чёрными глазами был описан якобы похищенным Тревисом Уолтоном в 1975 году. Его история стала достаточно резонансной, чтобы «пришелец Уолтона» стал частью городской легенды, вскоре образ грея начал появляться комиксах, литературе, кино и огромном количестве псевдодокументального кино. Укреплению образа в массовом сознании способствовал фильм Стивена Спилберга «Близкие контакты третьей степени» 1977 года. Грей постепенно стал частью американской массовой культуры.
Распространению слухов о похищении инопланетянами и связанных с ними теориями заговора, вроде Зоны 51, розуэлльским инцидентом во многом способствовало псевдо документалистика, вроде Неразгаданные тайны, жёлтая пресса, получившая особое распространение в США в 1990-е годы, а также приглашение якобы жертв похищений на ток-шоу к таким известным личностям, как Опра Уинфри, Фил Донахью, Ларри Кинг и другие. Ларри Кинг сыграл важную роль в продвижении теорий заговора вокруг пришельцев, выпуская псевдодокументальные фильмы, а также писатель и учёный Джон Эдвард Мак, пытавшийся в своих работах доказать реальность похищения людей и запустивший программу Исследования паранормального опыта (PEER).